# Microdictyon
Microdictyon (от гр. μικρός /микрос/ + δίκτυον /диктион/ – „малка мрежа“) е изчезнал род линеещи (Ecdysozoa) животни близки до членестоногите и живели през ранния и средния камбрий на дъното на океаните из голяма част от света. Представлява червеобразно животно с дълги крака и втвърдени мрежести склерити над всеки от краката. Причислява се към енигматичната група животни наречени Лобоподи.
Първоначално родът е бил известен само от запазените мрежести склерити. Именно на тях е кръстен родът. Афинитетът на животното не бил ясен и бил описван като част от изобилстващите и често енигматични „малки черупчести фосили“. Едва след откриването на вида Microdictyon sinicum от Ченцзян, Китай, от който са запазени цели животни, станало ясно какво представлява животното. Това е единственият вид, от който са запазени цели екземпляри; всички останали имат запазени само склерити.

## Външен вид наMicrodictyon sinicum
Има дълго цилиндрично тяло, изтъняващо към единия стърчащ край, който се смята за преден. Има десет чифта крака с по един чифт склерити над всеки от тях освен последния (9 чифта склерити). Задният край стърчи малко зад последните крака. Краката имат по чифт нокътчета. Дължината на тялото варира от 1 до 8 cm.

## Видове
- Типов вид: Microdictyon effusum Bengtson, Matthews et Missarzhevsky, 1981

И още 13 описани вида:
- M. anus Tong, 1989[3]
- M. chinense Hao et Shu, 1987[3]
- M. cuneum Wotte et Sundberg, 2017[4]
- M. depressum Bengtson, 1990[3]
- M. fuchengense Li et Zhu, 2001[3]
- M. jinshaense Zhang et Aldridge, 2007[5]
- M. montezumaensis Wotte et Sundberg, 2017[4]
- M. rhomboidale Bengtson, Matthews et Missarzhevsky, 1986[3]
- M. robisoni Bengtson, Matthews et Missarzhevsky, 1986[3]
- M. rozanovi Demidenko, 2006[3]
- M. sinicum Chen, Hou et Lu, 1989[3]
- M. sphaeroides Hinz, 1987[3]
- M. tenuiporatum Bengtson, Matthews et Missarzhevsky, 1986[3]